# Faithfully (Faith Evans)
Faithfully è il terzo album discografico in studio della cantante statunitense Faith Evans, pubblicato nel 2001.

## Tracce
1. Intro – 0:52
2. Alone in This World – 3:53
3. You Gets No Love (feat. P. Diddy & Loon) – 4:01
4. Burnin' Up – 3:31
5. I Love You – 4:27
6. Everything (Interlude) – 0:49
7. Back to Love – 3:40
8. Faithful (Interlude) – 2:00
9. Do Your Time – 4:20
10. Don't Cry – 3:37
11. Faithfully – 3:57
12. Brand New Man – 4:12
13. Ghetto (Interlude) – 1:21
14. Where We Stand – 4:22
15. Heaven Only Knows – 4:15
16. Love Can't Hide – 4:22
17. Can't Believe (feat. Carl Thomas) – 5:00
18. Love Song (Interlude) – 1:49